# Borís Àvrukh
Borís Àvrukh (en hebreu: בוריס ליאונידוביץ' אברוך‎; en rus: Борис Леонидович Аврух; Karaganda, 10 de febrer de 1978) és un jugador d'escacs israelià que té el títol de Gran Mestre des de 1997.
Tot i que resta inactiu des del juny de 2019, a la llista d'Elo de la FIDE de l'octubre de 2020, hi tenia un Elo de 2567 punts, cosa que en feia el 9è millor jugador d'Israel. El seu màxim Elo va ser de 2668 punts, a la llista de setembre de 2009 (posició 60 al rànquing mundial).

## Resultats destacats en competició
El 1990 fou campió del món Sub-12. Ha estat en dues ocasions campió d'Israel en els anys 2000 i 2008. Dos anys seguits (2000 i 2001) fou campió del torneig obert del Festival de Biel. Va prendre part en el Campionat del Món de 2002, però fou eliminat a la primera ronda per Bartłomiej Macieja. El juliol de 2002 fou 2n-7è a l'Obert d'Andorra amb 7 punts de 9 (el campió fou Lev Psakhis). El 2009 compartí el liderat a la Politiken Cup amb Parimarjan Negi. El 2012 fou subcampió de l'Obert de Reykjavík.

### Participació en competicions per equips
Amb l'equip d'Israel, fou dos cops subcampió d'Europa per equips en els anys 2003 i 2005, i campió del món per equips el 2005.

### Participació en olimpíades d'escacs
Avrukh ha participat, representant Israel, en set Olimpíades d'escacs entre els anys 1998 i 2012, amb un resultat de (+32 =23 –13), per un 64,0% de la puntuació. El seu millor resultat el va fer a l'Olimpíada del 1998 en puntuar 8 de 10 (+7 =2 -1), amb el 80,0% de la puntuació, amb una performance de 2684, i que li significà aconseguir la medalla d'or individual del segon tauler reserva. També va col·laborar que l'equip obtingués la medalla de plata el 2008.

## Escriptor
Àvrukh ha publicat diversos llibres d'escacs, entre d'altres, Grandmaster Repertoire 1 - 1.d4 (Vol.1 i 2), i el 2015 un llibre sobre l'obertura Catalana.